# Neolitsea lanuginosa
Neolitsea lanuginosa là loài thực vật có hoa trong họ Nguyệt quế. Loài này được (Nees) Gamble miêu tả khoa học đầu tiên năm 1914.